# Geisenhausen

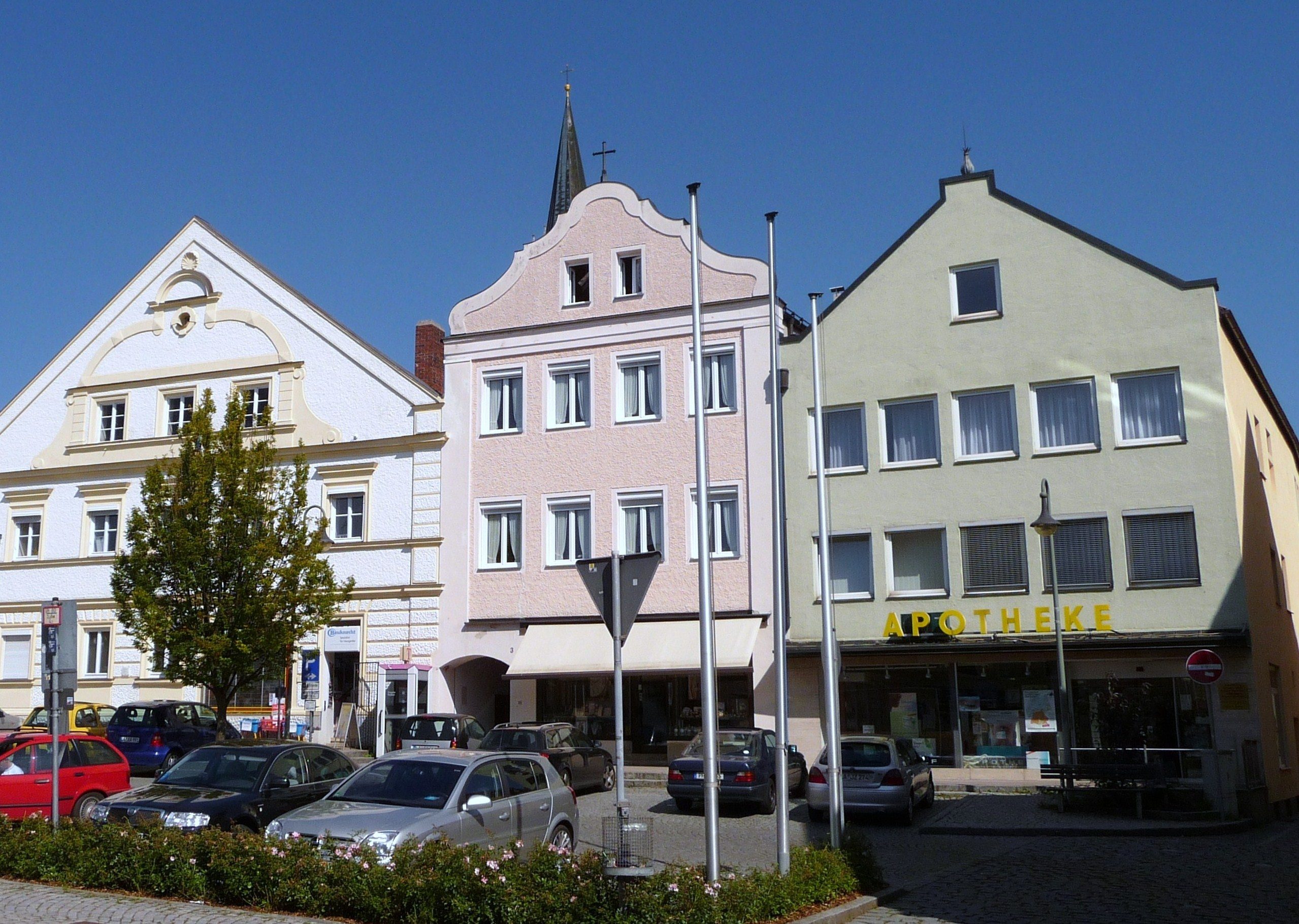
Geisenhausen

Geisenhausen este o comună-târg din districtul Landshut, regiunea administrativă Bavaria Inferioară, landul Bavaria, Germania.